# بروجرامرز فايل ايديتور (محرر نصوص)
بروجرامرز فايل ايديتور ويعرف أيضاً اختصاراً ب (بي اف إي) هو محرر نصوص ينتمي لفئة البرمجيات المجانية وقد قام بتطويره الآن فيليبس للعمل على أنظمة ميكروسوفت ويندوز، وهو محرر نصوص موجه بشكل رئيسي للمطورين والمبرمجين بهدف مساعدتهم على كتابة نصوص الشفيرات البرمجية لبرامج الحاسوب، فعلى سبيل المثال يوفر بروجرامرز فايل ايديتور البيئة البرمجية المناسبة لاستدعاء مترجمات لغات البرمجة بهدف ترجمة الشيفرة المصدرية التي يتم تحريرها ويمكنه أيضاً القيام باستدعاء تطبيقات تطوير أخرى لتسهيل عملية تحرير هذه النوعية من النصوص، وعلى الرغم من كونه كذلك إلا أنه يمكن استخدامه أيضاً كمحرر متعدد المهام.

## الأنظمة المدعومة
يمكن تشغيل بروجرامرز فايل ايديتور على عدد من نسخ نظام التشغيل مايكروسوفت ويندوز، ويشمل هذا العدد القائمة التالية:
1. ويندوز 98.
2. ويندوز 95.
3. ويندوز أن تي 4.0 (لا يوجد نسخة من المحرر مخصصة للعمل على نظام ويندوز أن تي باستخدام معالجات دي إي سي ألفا "DEC Alpha" ولكن تم تقرير قدرته على العمل في هذه البيئة التشغيلية باستخدام أنظمة محاكاة مخصصة لمعالجات إنتل[3]).
4. ويندوز 2000 (يعمل على معالجات إنتل أو المعالجات المتوافقة معها[3]).
5. ويندوز 3.1x

## المزايا والخصائص
- لا يوجد حد لعدد الملفات أو حجم الملف المحرر وإنما عدد الملفات وحجمها يعتمد على موارد النظام.
- دعم العديد من أدوات التحرير ومنها:
  - عمليات القص والإلصاق المعيارية.
  - عمليات السحب والإفلات باستخدام فأرة الحاسوب.
  - القدرة على إعادة حالة النص (undo) إلى أكثر من مستوى.
  - ازالة المسافة الزائدة من نهاية السطر بشكل تلقائي.
  - دعم الإزاحة التلقائية في السطور الجديدة لتوافق السطر السابق في المسافة البادئة.
  - دعم الإزاحة التلقائية بأسلوب لغة سي.
- السماح للمستخدمين بانتقاء نوع ولون الخط المفضل.
- دعم التخصيص التلقائي بحيث يقوم المستخدمون باضافة أو تعديل بعض التخصيصات وحفظها وعند استخدام المحرر للمرة القادمة سيقوم باستدعاء التخصيصات التي قام المستخدم بحفظها.
- دعم قوالب النصوص، حيث يتيح المحرر للمستخدمين القيام بانشاء قوالب نصية بهدف إعادة استخدام النصوص المكررة وعدم كتابتها باليد، وهذه الخاصية مفيدة للمستخدمين اللذين يقومون بتحرير نصوص الشيفرات المصدرية.
- دعم تحرير ملفات يونكس، حيث يقوم بروجرامرز فايل ايديتور بتحديد نوع الملف (يونكس أو دوس) وتبعاً لذلك يقوم بمعالجة الملف بالطريقة الصحيحة، وتتيح هذه الخاصية أيضاً للمستخدمين تحويل الملفات بين النوعين بنقرة واحدة على فأرة الحاسوب.
- دعم شريط الأدوات وشريط الحالة.
- القدرة على استدعاء البرامج الخارجية وتنفيذها واظهار نتيجة التنفيذ على نافذة مخصصة لهذا الغرض (مثل استدعاء المترجمات).
- دعم إعادة تعريف اختصارات لوحة المفاتيح.
- دعم تنفيذ الماكروات باستخدام أزرار لوحة المفاتيح.
- دعم أساليب متعددة ومرنة للطباعة.

## روابط خارجية
- الصفحة الرئيسية لمحرر بروجرامرز فايل ايديتور
- صفحة أكثر الأسئلة تكراراً المتعلقة ببروجرامرز فايل ايديتور